# Polyphida fulvitarsis
Polyphida fulvitarsis är en skalbaggsart som beskrevs av Holzschuh 2005. Polyphida fulvitarsis ingår i släktet Polyphida och familjen långhorningar. Inga underarter finns listade i Catalogue of Life.